# Hoa hậu Thế giới Việt Nam 2022
Hoa hậu Thế giới Việt Nam 2022 là cuộc thi tìm kiếm Hoa hậu Thế giới Việt Nam lần thứ hai được diễn ra vào ngày 12 tháng 8 năm 2022 tại Merry Land Quy Nhơn, thành phố Quy Nhơn, tỉnh Bình Định. Hoa hậu Thế giới Việt Nam 2019 - Lương Thùy Linh đến từ Cao Bằng đã trao lại vương miện cho người kế nhiệm Huỳnh Nguyễn Mai Phương đến từ Đồng Nai. Chung kết có sự tham dự của Hoa hậu Thế giới 2021 Karolina Bielawska trên sân khấu đông kỷ lục 15.000 khán giả khắp toàn quốc.

## Kết quả

### Thứ hạng
| Kết quả                                                                | Thí sinh | Vị trí Quốc tế                                                          |
| Hoa hậu Thế giới Việt Nam 2022 (Miss World Vietnam 2023)               | - 216 – Huỳnh Nguyễn Mai Phương | - Top 40 – Hoa hậu Thế giới 2023                                        |
| Á hậu 1 (Miss Intercontinental Vietnam 2022) (Miss World Vietnam 2026) | - 228 – Lê Nguyễn Bảo Ngọc (§) | - Chiến thắng – Hoa hậu Liên lục địa 2022 - TBA – Hoa hậu Thế giới 2026 |
| Á hậu 2 (Miss International Vietnam 2023)                              | - 116 – Nguyễn Phương Nhi | - Top 15 – Hoa hậu Quốc tế 2023                                         |
| Top 5                                                                  | - 104 – Nguyễn Thị Phương Linh - 182 – Nguyễn Thùy Linh |                                                                         |
| Top 10                                                                 | - 068 – Trần Thị Bé Quyên |                                                                         |
| Top 10                                                                 | - 088 – Nguyễn Thị Lệ Nam Em (¥) | - Top 8 – Hoa hậu Trái Đất 2016                                         |
| Top 10                                                                 | - 267 – Bùi Khánh Linh | - Á hậu 3 – Hoa hậu Liên lục địa 2024                                   |
| Top 10                                                                 | - 419 – Lê Nguyễn Ngọc Hằng | - Á hậu 2 – Hoa hậu Liên lục địa 2023                                   |
| Top 10                                                                 | - 516 – Nguyễn Khánh My |                                                                         |
| Top 20                                                                 | - 005 – Phạm Thị Hồng Thắm - 018 – Phan Lê Hoàng An - 169 – Phạm Thùy Trang - 237 – Vũ Thị Lan Anh - 392 – Hồ Thị Yến Nhi - 426 – Lê Trúc Linh - 526 – Nguyễn Trần Khánh Linh - 535 – Nguyễn Ánh Dương - 548 – Đặng Thị Kim Thoa - 556 – Võ Thị Thương |                                                                         |

- (§) - Thí sinh vào thẳng Top 5 do chiến thắng phần thi Người đẹp Nhân ái.
- (¥) - Thí sinh vào thẳng Top 10 do đoạt giải thưởng Người đẹp được yêu thích nhất (Vòng Chung kết).

### Thứ tự công bố
| 1. Nguyễn Thị Lệ Nam Em 2. Nguyễn Thùy Linh 3. Nguyễn Khánh My 4. Phan Lê Hoàng An 5. Lê Nguyễn Bảo Ngọc 6. Huỳnh Nguyễn Mai Phương 7. Nguyễn Thị Phương Linh 8. Nguyễn Trần Khánh Linh 9. Nguyễn Phương Nhi 10. Võ Thị Thương 11. Lê Nguyễn Ngọc Hằng 12. Lê Trúc Linh 13. Phạm Thùy Trang 14. Phạm Thị Hồng Thắm 15. Vũ Thị Lan Anh 16. Hồ Thị Yến Nhi 17. Nguyễn Ánh Dương 18. Bùi Khánh Linh 19. Đặng Thị Kim Thoa 20. Trần Thị Bé Quyên | 1. Nguyễn Khánh My 2. Nguyễn Phương Nhi 3. Trần Thị Bé Quyên 4. Lê Nguyễn Ngọc Hằng 5. Lê Nguyễn Bảo Ngọc 6. Nguyễn Thị Phương Linh 7. Nguyễn Thùy Linh 8. Bùi Khánh Linh 9. Huỳnh Nguyễn Mai Phương 10. Nguyễn Thị Lệ Nam Em | 1. Lê Nguyễn Bảo Ngọc 2. Nguyễn Thị Phương Linh 3. Huỳnh Nguyễn Mai Phương 4. Nguyễn Thùy Linh 5. Nguyễn Phương Nhi | 1. Nguyễn Phương Nhi 2. Huỳnh Nguyễn Mai Phương 3. Lê Nguyễn Bảo Ngọc |

## Giải thưởng phụ
| Giải thưởng                   | Giải thưởng                  | Thí sinh                     |
| Người đẹp được yêu thích nhất | Chung kết                    | - 088 – Nguyễn Thị Lệ Nam Em |
| Người đẹp được yêu thích nhất | Chung khảo                   | - 499 – Vũ Như Quỳnh         |
| Người đẹp Truyền thông        | Người đẹp Truyền thông       | - 088 – Nguyễn Thị Lệ Nam Em |
| Người đẹp Áo dài              | Người đẹp Áo dài             | - 548 – Đặng Thị Kim Thoa    |
| Người đẹp có làn da đẹp nhất  | Người đẹp có làn da đẹp nhất | - 116 – Nguyễn Phương Nhi    |
| Người đẹp Đệ nhất danh trà    | Người đẹp Đệ nhất danh trà   | - 189 – Lý Thị Thanh Thúy    |

### Các phần thi

#### Người đẹp Nhân ái[2]
- Thí sinh chiến thắng phần thi Người đẹp Nhân ái sẽ tiến thẳng vào Top 5.

| Kết quả     | Thí sinh                                                                                        |
| Chiến thắng | - 228 – Lê Nguyễn Bảo Ngọc                                                                      |
| Top 5       | - 216 – Huỳnh Nguyễn Mai Phương - 267 – Bùi Khánh Linh - 408 – Đỗ Linh Chi - 426 – Lê Trúc Linh |

- Thí sinh chiến thắng các phần thi dưới đây (bao gồm Người đẹp Truyền thông và trừ phần thi Queen Talks) sẽ tiến thẳng vào Top 20.

#### Người đẹp Biển[3]
| Kết quả     | Thí sinh                                                                                            |
| Chiến thắng | - 516 – Nguyễn Khánh My                                                                             |
| Top 5       | - 068 – Trần Thị Bé Quyên - 237 – Vũ Thị Lan Anh - 267 – Bùi Khánh Linh - 419 – Lê Nguyễn Ngọc Hằng |

#### Top Model / Người đẹp Thời trang[4]
| Kết quả     | Thí sinh                                                                                              |
| Chiến thắng | - 228 – Lê Nguyễn Bảo Ngọc                                                                            |
| Top 5       | - 182 – Nguyễn Thùy Linh - 216 – Huỳnh Nguyễn Mai Phương - 267 – Bùi Khánh Linh - 556 – Võ Thị Thương |

#### Người đẹp Thể thao
| Kết quả     | Thí sinh |
| Chiến thắng | - 018 – Phan Lê Hoàng An |
| Top 9       | - 035 – Lương Thành Minh Châu - 116 – Nguyễn Phương Nhi - 182 – Nguyễn Thùy Linh - 216 – Huỳnh Nguyễn Mai Phương - 345 – Dương Thanh Hà - 419 – Lê Nguyễn Ngọc Hằng - 433 – Nguyễn Thị Thu Hằng - 556 – Võ Thị Thương |

#### Người đẹp Du lịch
| Kết quả     | Thí sinh |
| Chiến thắng | - 104 – Nguyễn Thị Phương Linh |
| Top 5       | - 018 – Phan Lê Hoàng An - 182 – Nguyễn Thùy Linh - 216 – Huỳnh Nguyễn Mai Phương - 295 – Cao Thị Phương Anh |
| Top 16      | - 052 – Nguyễn Trần Vân Đình - 088 – Nguyễn Thị Lệ Nam Em (§) - 121 – Phan Thu Trang - 138 – Nguyễn Thị Thanh Trúc - 208 – Lương Hồng Xuân Mai - 237 – Vũ Thị Lan Anh - 335 – Vũ Thị Ngọc Trúc - 369 – Nguyễn Thị Phương Nga - 382 – Nguyễn Phương Dung - 426 – Lê Trúc Linh - 548 – Đặng Thị Kim Thoa |

(§) - Thí sinh rút khỏi phần thi vì lý do sức khỏe

#### Người đẹp Tài năng[5]
| Kết quả     | Thí sinh |
| Chiến thắng | - 216 – Huỳnh Nguyễn Mai Phương                                                                               |
| Top 5       | - 088 – Nguyễn Thị Lệ Nam Em - 169 – Phạm Thùy Trang - 175 – Nguyễn Vĩnh Hà Phương - 228 – Lê Nguyễn Bảo Ngọc |

#### Head-to-Head Challenge (Người đẹp Bản lĩnh)[6]
| Kết quả     | Thí sinh |
| Chiến thắng | - 182 – Nguyễn Thùy Linh                                                                                             |
| Á quân      | - 018 – Phan Lê Hoàng An                                                                                             |
| Top 6       | - 088 – Nguyễn Thị Lệ Nam Em - 104 – Nguyễn Thị Phương Linh - 228 – Lê Nguyễn Bảo Ngọc - 369 – Nguyễn Thị Phương Nga |
| Top 10      | - 216 – Huỳnh Nguyễn Mai Phương - 319 – Trần Thị Hà Vy - 499 – Vũ Như Quỳnh - 548 – Đặng Thị Kim Thoa                |

#### Queen Talks[7]
| Kết quả     | Thí sinh |
| Chiến thắng | - 216 – Huỳnh Nguyễn Mai Phương                                                                              |
| Top 4       | - 018 – Phan Lê Hoàng An - 182 – Nguyễn Thùy Linh - 400 – Đinh Thị Hoa                                       |
| Top 8       | - 104 – Nguyễn Thị Phương Linh - 116 – Nguyễn Phương Nhi - 228 – Lê Nguyễn Bảo Ngọc - 535 – Nguyễn Ánh Dương |

## Ban giám khảo
| Họ và tên         | Nghề nghiệp, Danh hiệu                                                                                         | Vai trò                  |
| ----------------- | --- | ------------------------ |
| Trần Hữu Việt     | Ủy viên Ban chấp hành, Trưởng ban Nhà văn trẻ Hội Nhà văn Việt Nam, Trưởng ban Văn hóa – Văn nghệ báo Nhân Dân | Trưởng ban giám khảo     |
| Hà Kiều Anh       | Hoa hậu Toàn quốc Báo Tiền Phong 1992                                                                          | Phó trưởng ban giám khảo |
| Trần Tiểu Vy      | Hoa hậu Việt Nam 2018                                                                                          | Thành viên               |
| Lương Thùy Linh   | Hoa hậu Thế giới Việt Nam 2019                                                                                 | Thành viên               |
| Vũ Lệ Quyên       | Ca sĩ | Thành viên               |
| Lê Ngọc Minh Hằng | Diễn viên, Ca sĩ                                                                                               | Thành viên               |

## Phần thi ứng xử
Ở phần thi ứng xử, Huỳnh Nguyễn Mai Phương nhận câu hỏi: "Nếu được lựa chọn giữa hai điều, tạo ra một nghìn việc làm cho những người khó khăn hoặc cung cấp một nghìn bữa ăn mỗi ngày cho trẻ em đang thiếu lương thực. Bạn lựa chọn điều nào? Tại sao?".
Mai Phương trả lời:
"Giữa việc tạo ra một nghìn việc làm cho những người khó khăn hoặc cung cấp một nghìn bữa ăn mỗi ngày cho trẻ em đang thiếu lương thực, tôi nghĩ rằng điều này sẽ không khó khăn nếu chúng ta cùng nhau hành động.
Trong mùa dịch, tôi đã có cơ hội làm tình nguyện viên trong một bếp ăn, hàng ngày chúng tôi đã từng tạo 3000 bữa ăn. Hai việc này đều rất cần thiết, tại sao chúng ta phải chọn một trong hai, trong khi có thể làm song song. Chúng ta vừa có thể tạo ra một nghìn việc làm cũng có thể vừa tạo ra triệu bữa ăn cho những trẻ em thiếu lương thực".

## Các thí sinh tham gia

### Top 38 thí sinh chung kết
| SBD | Họ và tên thí sinh      | Tuổi | Chiều cao              | Quê quán              | Ghi chú |
| --- | ----------------------- | ---- | ---------------------- | --------------------- | --- |
| 005 | Phạm Thị Hồng Thắm      | 19   | 1,72 m (5 ft 7+1⁄2 in) | Quảng Ngãi            | Top 20 |
| 018 | Phan Lê Hoàng An        | 22   | 1,70 m (5 ft 7 in)     | Tiền Giang            | Top 20 Người đẹp Thể thao                                                                                   |
| 035 | Lương Thành Minh Châu   | 21   | 1,77 m (5 ft 9+1⁄2 in) | TP.HCM                | |
| 068 | Trần Thị Bé Quyên       | 21   | 1,75 m (5 ft 9 in)     | Bến Tre               | Top 10 |
| 088 | Nguyễn Thị Lệ Nam Em    | 26   | 1,72 m (5 ft 7+1⁄2 in) | Tiền Giang            | Top 10 Người đẹp Truyền thông Người đẹp được yêu thích nhất (Vòng Chung kết) Được đặc cách vào thẳng Top 66 |
| 104 | Nguyễn Thị Phương Linh  | 22   | 1,76 m (5 ft 9+1⁄2 in) | Quảng Trị             | Top 5 Người đẹp Du lịch                                                                                     |
| 116 | Nguyễn Phương Nhi       | 20   | 1,70 m (5 ft 7 in)     | Thanh Hóa             | Á hậu 2 Người đẹp có làn da đẹp nhất                                                                        |
| 121 | Phan Thu Trang          | 24   | 1,70 m (5 ft 7 in)     | Ninh Bình             | |
| 127 | Phan Thị Vân            | 20   | 1,71 m (5 ft 7+1⁄2 in) | Hà Nội                | |
| 146 | Nguyễn Hoài Phương Anh  | 21   | 1,70 m (5 ft 7 in)     | Bà Rịa – Vũng Tàu     | |
| 169 | Phạm Thùy Trang         | 22   | 1,70 m (5 ft 7 in)     | Hải Phòng             | Top 20 |
| 182 | Nguyễn Thùy Linh        | 22   | 1,73 m (5 ft 8 in)     | Hà Nội                | Top 5 Người đẹp Bản lĩnh                                                                                    |
| 189 | Lý Thị Thanh Thúy       | 21   | 1,76 m (5 ft 9+1⁄2 in) | Thái Nguyên           | Người đẹp Đệ nhất danh trà                                                                                  |
| 208 | Lương Hồng Xuân Mai     | 23   | 1,74 m (5 ft 8+1⁄2 in) | TP.HCM                | Rút lui trước đêm chung kết vì lý do cá nhân                                                                |
| 215 | Lưu Thanh Phương        | 22   | 1,74 m (5 ft 8+1⁄2 in) | TP.HCM                | |
| 216 | Huỳnh Nguyễn Mai Phương | 23   | 1,70 m (5 ft 7 in)     | Đồng Nai              | Hoa hậu Thế giới Việt Nam 2022 Người đẹp Tài năng Queen Talks                                               |
| 228 | Lê Nguyễn Bảo Ngọc      | 21   | 1,85 m (6 ft 1 in)     | Cần Thơ               | Á hậu 1 Người đẹp Thời trang Người đẹp Nhân ái                                                              |
| 237 | Vũ Thị Lan Anh          | 21   | 1,76 m (5 ft 9+1⁄2 in) | Nam Định              | Top 20 |
| 267 | Bùi Khánh Linh          | 20   | 1,76 m (5 ft 9+1⁄2 in) | Bắc Giang             | Top 10 |
| 278 | Hồ Ngọc Khánh Linh      | 22   | 1,73 m (5 ft 8 in)     | Đắk Lắk               | |
| 305 | Nguyễn Đoàn Hải Yến     | 22   | 1,69 m (5 ft 6+1⁄2 in) | Kiên Giang            | |
| 319 | Trần Thị Hà Vy          | 24   | 1,68 m (5 ft 6 in)     | Nghệ An               | |
| 345 | Dương Thanh Hà          | 20   | 1,75 m (5 ft 9 in)     | Khánh Hòa             | |
| 369 | Nguyễn Thị Phương Nga   | 21   | 1,74 m (5 ft 8+1⁄2 in) | Khánh Hòa             | |
| 378 | Phan Thị Thanh Huyền    | 21   | 1,73 m (5 ft 8 in)     | Kiên Giang            | |
| 392 | Hồ Thị Yến Nhi          | 19   | 1,80 m (5 ft 11 in)    | Huế                   | Top 20 |
| 400 | Đinh Thị Hoa            | 21   | 1,73 m (5 ft 8 in)     | Đắk Lắk               | |
| 408 | Đỗ Linh Chi             | 23   | 1,73 m (5 ft 8 in)     | Hà Nội                | |
| 419 | Lê Nguyễn Ngọc Hằng     | 19   | 1,74 m (5 ft 8+1⁄2 in) | Thành phố Hồ Chí Minh | Top 10 |
| 426 | Lê Trúc Linh            | 21   | 1,73 m (5 ft 8 in)     | Bà Rịa – Vũng Tàu     | Top 20 |
| 433 | Nguyễn Thị Thu Hằng     | 21   | 1,69 m (5 ft 6+1⁄2 in) | Thái Bình             | |
| 486 | Phạm Khánh Nhi          | 21   | 1,69 m (5 ft 6+1⁄2 in) | TP.HCM                | |
| 499 | Vũ Như Quỳnh            | 23   | 1,68 m (5 ft 6 in)     | Ninh Bình             | Người đẹp được yêu thích nhất (Vòng Chung Khảo)                                                             |
| 516 | Nguyễn Khánh My         | 23   | 1,73 m (5 ft 8 in)     | Hà Nội                | Top 10 Người đẹp Biển                                                                                       |
| 526 | Nguyễn Trần Khánh Linh  | 20   | 1,69 m (5 ft 6+1⁄2 in) | Lâm Đồng              | Top 20 |
| 535 | Nguyễn Ánh Dương        | 21   | 1,70 m (5 ft 7 in)     | Hà Nội                | Top 20 |
| 548 | Đặng Thị Kim Thoa       | 20   | 1,74 m (5 ft 8+1⁄2 in) | Long An               | Top 20 Người đẹp Áo dài                                                                                     |
| 556 | Võ Thị Thương           | 21   | 1,67 m (5 ft 5+1⁄2 in) | Quảng Nam             | Top 20 |

### Top 45 thí sinh chung khảo[9]
| SBD | Họ và tên thí sinh     | Tuổi | Chiều cao              | Quê quán   | Ghi chú |
| --- | ---------------------- | ---- | ---------------------- | ---------- | ------- |
| 232 | Nguyễn Ngọc Thanh Ngân | 22   | 1,71 m (5 ft 7+1⁄2 in) | TP.HCM     |         |
| 256 | Nguyễn Thục Ngân       | 20   | 1,74 m (5 ft 8+1⁄2 in) | TP.HCM     |         |
| 281 | Nguyễn Thị Hoài Ngọc   | 21   | 1,72 m (5 ft 7+1⁄2 in) | Bắc Giang  |         |
| 295 | Cao Thị Phương Anh     | 20   | 1,68 m (5 ft 6 in)     | Bắc Kạn    |         |
| 335 | Vũ Thị Ngọc Trúc       | 21   | 1,68 m (5 ft 6 in)     | Bình Dương |         |
| 445 | Đặng Dương Hà Tiên     | 23   | 1,71 m (5 ft 7+1⁄2 in) | Kiên Giang |         |
| 569 | Nguyễn Lê Trung Nguyên | 21   | 1,69 m (5 ft 6+1⁄2 in) | TP.HCM     |         |

### Top 66 thí sinh chung khảo[10]
Ban đầu có 66 thí sinh vượt qua vòng sơ khảo nhưng chỉ còn 64 thí sinh dự thi đêm chung khảo vì có thí sinh rút lui khỏi cuộc thi.
| SBD | Họ và tên thí sinh      | Tuổi | Chiều cao              | Quê quán   | Ghi chú                                       |
| --- | ----------------------- | ---- | ---------------------- | ---------- | --------------------------------------------- |
| 195 | Đặng Trần Thủy Tiên     | 22   | 1,70 m (5 ft 7 in)     | Hải Phòng  |                                               |
| 245 | Đoàn Nguyễn Phương Uyên | 22   | 1,71 m (5 ft 7+1⁄2 in) | TP.HCM     |                                               |
| 322 | Đỗ Phương Anh           | 21   | 1,65 m (5 ft 5 in)     | Quảng Ninh |                                               |
| 081 | Đỗ Trần Gia Linh        | 24   | 1,73 m (5 ft 8 in)     | Bình Định  | Rút lui trước đêm chung khảo vì lý do cá nhân |
| 118 | Hoàng Mai Linh          | 23   | 1,66 m (5 ft 5+1⁄2 in) | Thanh Hóa  |                                               |
| 151 | Lý Ngọc Mẫn             | 21   | 1,65 m (5 ft 5 in)     | Hà Nội     | Rút lui trước đêm chung khảo vì lý do cá nhân |
| 102 | Mai Hiếu Ngân           | 21   | 1,69 m (5 ft 6+1⁄2 in) | TP.HCM     |                                               |
| 171 | Mai Ngọc Minh           | 20   | 1,75 m (5 ft 9 in)     | Hà Nội     |                                               |
| 026 | Nguyễn Hương Ly         | 23   | 1,74 m (5 ft 8+1⁄2 in) | Hải Phòng  |                                               |
| 382 | Nguyễn Phương Dung      | 22   | 1,73 m (5 ft 8 in)     | TP.HCM     |                                               |
| 142 | Nguyễn Thị Kim Chi      | 20   | 1,67 m (5 ft 5+1⁄2 in) | Bắc Ninh   |                                               |
| 138 | Nguyễn Thị Thanh Trúc   | 19   | 1,76 m (5 ft 9+1⁄2 in) | TP.HCM     |                                               |
| 503 | Nguyễn Thị Xuân Tuyền   | 20   | 1,66 m (5 ft 5+1⁄2 in) | Gia Lai    |                                               |
| 052 | Nguyễn Trần Vân Đình    | 23   | 1,70 m (5 ft 7 in)     | TP.HCM     |                                               |
| 175 | Nguyễn Vĩnh Hà Phương   | 19   | 1,69 m (5 ft 6+1⁄2 in) | TP.HCM     |                                               |
| 072 | Phạm Thị Ánh Vương      | 19   | 1,73 m (5 ft 8 in)     | Bình Thuận |                                               |
| 096 | Phạm Thị Ngọc Vy        | 20   | 1,71 m (5 ft 7+1⁄2 in) | An Giang   |                                               |
| 447 | Trần Huyền Ly           | 24   | 1,71 m (5 ft 7+1⁄2 in) | Thanh Hóa  |                                               |
| 202 | Trần Nhật Lệ            | 21   | 1,68 m (5 ft 6 in)     | Quảng Ninh |                                               |
| 135 | Trần Phương Nhi         | 19   | 1,69 m (5 ft 6+1⁄2 in) | Gia Lai    |                                               |
| 457 | Vũ Minh Trang           | 21   | 1,68 m (5 ft 6 in)     | Thanh Hóa  |                                               |

## Thông tin thí sinh
- Huỳnh Nguyễn Mai Phương: Hoa khôi Đại học Đồng Nai 2018, Top 5 Hoa hậu Việt Nam 2020 cùng giải phụ Người đẹp Nhân ái, Top 40 Hoa hậu Thế giới 2023 cùng giải phụ Multimedia Challenge.
- Lê Nguyễn Bảo Ngọc: Top 22 Hoa hậu Việt Nam 2020 cùng giải phụ Top 5 Người đẹp Áo dài, đăng quang Hoa hậu Liên lục địa 2022 cùng giải phụ Hoa hậu Liên lục địa Châu Á & châu Đại dương, Đại sứ Hoa hậu Quốc gia Việt Nam 2024, Giám đốc điều hành Hoa hậu Thế giới Việt Nam 2025, Đại diện Việt Nam dự thi Hoa hậu Thế giới 2026.
- Nguyễn Phương Nhi: Top 15 Hoa hậu Quốc tế 2023 cùng giải phụ People's Choice Award.
- Nguyễn Thị Phương Linh: Top 60 Hoa hậu Quốc gia Việt Nam 2024 nhưng rút lui trước đêm chung kết lý do cá nhân.
- Nguyễn Thùy Linh: Hiện đang là Biên tập viên công tác tại VTV4, Đài Truyền hình Việt Nam.
- Nguyễn Thị Lệ Nam Em: Top 40 Hoa hậu Việt Nam 2014, Đăng quang Hoa khôi Đồng bằng sông Cửu Long 2015 cùng giải phụ Người đẹp Tài năng, Đại diện Việt Nam tham gia Hoa hậu Toàn cầu 2015 nhưng rút lui vào phút chót vì lý do cá nhân, Top 10 Hoa hậu Hoàn vũ Việt Nam 2015, đăng ký tham gia Hoa hậu Việt Nam 2016 nhưng rút lui trước vòng sơ khảo vì lý do công việc, Top 8 Hoa hậu Trái Đất 2016 cùng các giải phụ (Hoa hậu Ảnh, Top 3 Video sinh thái ấn tượng nhất, Huy chương Bạc Phần thi Tài năng - Nhóm 1, Huy chương Bạc Phần thi Trang phục dạ hội - Nhóm 1), xác nhận tham gia Hoa hậu Hoàn vũ Việt Nam 2022 cùng chị gái Lệ Nam nhưng rút lui vào phút chót.
- Lê Nguyễn Ngọc Hằng: Á hậu 2 Hoa hậu Việt Nam 2022 cùng giải phụ Người đẹp Tài năng, Á hậu 2 Hoa hậu Liên lục địa 2023 cùng giải phụ Hoa hậu Liên lục địa Châu Á & châu Đại dương, Á quân 1 Bước nhảy Hoàn vũ 2024 cùng giải phụ Nữ hoàng Latin.
- Bùi Khánh Linh: Top 5 Hoa hậu Thế giới Việt Nam 2023 cùng giải phụ (Người đẹp Biển, Top 5 Người đẹp Thời trang, Top 10 Người đẹp Bản lĩnh, Top 16 Người đẹp Nhân ái), Á hậu 1 Hoa hậu Hòa bình Việt Nam 2023 cùng giải phụ (Top 16 Best Inspirational, Top 30 Best National Costume, Top 5 Best in Swimsuit, Miss Star Kombucha, Miss Elasten, Top 10 Best Introduction Video), Á hậu 3 Hoa hậu Liên lục địa 2024 cùng giải phụ Hoa hậu Liên lục địa châu Á & châu Đại dương.
- Trần Thị Bé Quyên: Top 10 Hoa hậu Việt Nam 2022 cùng giải phụ Người đẹp Áo dài.
- Lê Trúc Linh: Top 22 Hoa hậu Việt Nam 2020 cùng giải phụ Người đẹp Du lịch.
- Phan Lê Hoàng An: Top 10 Hoa khôi Du lịch Việt Nam 2020 cùng giải phụ Người đẹp Du lịch và Người đẹp Trang phục Thân thiện Môi trường, Top 10 Hoa hậu Hoàn vũ Việt Nam 2023 cùng giải phụ (Best Interview, Top 6 Người đẹp Biển).
- Võ Thị Thương: Top 45 Hoa khôi Sinh viên Việt Nam 2020, Top 5 Hoa hậu Du lịch Đà Nẵng 2022, Top 15 Hoa hậu Hòa bình Việt Nam 2022 cùng giải phụ Best Catwalk.
- Phạm Thị Hồng Thắm: Top 10 Hoa hậu Sinh thái Việt Nam 2021 cùng giải phụ Người đẹp Áo dài, Top 20 Hoa hậu Việt Nam 2022.
- Hồ Thị Yến Nhi: Top 20 Hoa hậu Việt Nam 2022, Top 15 Hoa hậu Quốc gia Việt Nam 2024 cùng giải phụ (Top 10 Người đẹp Tài năng, Best Face of The Naris, Người đẹp Thời trang, Người đẹp Nhân ái, Arata Wellness Challenge).
- Vũ Thị Lan Anh: Quán quân Gương mặt Triển vọng Học viện Ngân hàng 2020.
- Đặng Thị Kim Thoa: Người đẹp Thời trang Tây Đô 2022.
- Đinh Thị Hoa: Top 18 Miss Universe Vietnam 2023, Đăng quang Hoa hậu Đại sứ Du lịch Việt Nam 2024.
- Dương Thanh Hà: Đăng quang Hoa hậu Hoàn cầu Việt Nam 2024 cùng các giải phụ (Người đẹp Biển và Người đẹp gương mặt khả ái).
- Phạm Khánh Nhi: Miss Tourism Pageants 2020 (Nét đẹp Sinh viên Du lịch).
- Nguyễn Thị Thu Hằng: Top 10 Hoa hậu Hòa bình Việt Nam 2023 cùng giải phụ Best in Swimsuit.
- Nguyễn Đoàn Hải Yến: Top 35 Hoa hậu Du lịch Việt Nam 2022 cùng giải phụ Người đẹp Đảo Ngọc.
- Nguyễn Hoài Phương Anh: Top 48 Hoa hậu Hòa bình Việt Nam 2023 cùng giải phụ (Top 10 Best Introduction Video, Top 10 Best Hair Improvement by NH23), Đăng quang Hoa hậu Biển Việt Nam Toàn cầu 2025 cùng giải phụ Người đẹp Hình thể.
- Nguyễn Lê Trung Nguyên: Có chị gái là Nguyễn Lê Ngọc Thảo - đoạt Á hậu 2 Hoa hậu Việt Nam 2020, lọt Top 20 Hoa hậu Hòa bình Quốc tế 2020.
- Nguyễn Ngọc Thanh Ngân: Top 10 Hoa hậu Thanh lịch Trung Hoa-Asean 2018, Top 45 Hoa hậu Hoàn vũ Việt Nam 2019, Top 48 Hoa hậu Hòa bình Việt Nam 2023 cùng các giải phụ (Top 16 Best Inspirational, Top 5 Miss Fashion, Miss Star Kombucha).
- Nguyễn Thị Hoài Ngọc: Top 35 Hoa hậu Việt Nam 2022, Top 30 Hoa hậu Quốc gia Việt Nam 2024 cùng giải phụ Người đẹp Nữ công gia chánh.
- Đỗ Linh Chi: Tham gia Hoa hậu Việt Nam 2018 và dừng chân sau vòng chung khảo phía Bắc.
- Trần Phương Nhi: Á khôi 1 Nét đẹp Sinh viên 2022, Top 20 Hoa hậu Thế giới Việt Nam 2023.
- Vũ Như Quỳnh: Top 5 Hoa khôi Thủ đô 2019, Top 50 Hoa hậu Hòa bình Việt Nam 2022.
- Đặng Dương Hà Tiên: Top 6 Miss Tourism Pageants 2020 (Nét đẹp sinh viên Du lịch).
- Mai Thị Thanh Thảo: Top 45 Hoa khôi Sinh viên Việt Nam 2020.
- Nguyễn Trần Vân Đình: Á khôi 1 Hoa khôi Sinh viên Việt Nam 2020, Top 15 Hoa hậu Các Dân tộc Việt Nam 2022.
- Nguyễn Vĩnh Hà Phương: Á hậu 4 Miss KBJ Ratu Kabeya 2022, Top 20 Hoa hậu Sinh viên Thế giới 2022 cùng giải phụ Miss Netizen, Top 10 Hoa hậu Hòa bình Việt Nam 2023 cùng các giải phụ (Top 16 Best Inspirational, Top 4 Miss Elasten, Best Introduction), Top 20 Hoa hậu Hòa bình Việt Nam 2024 cùng giải phụ (Best Introduction, Top 8 Miss Elasten, Top 5 Grand Voice Award).
- Phạm Thị Ánh Vương: Top 15 Hoa hậu Hòa bình Việt Nam 2023 cùng giải phụ (Miss Fashion, Top 16 Người đẹp Truyền cảm hứng), Á hậu 4 Hoa hậu Hòa bình Việt Nam 2024 cùng giải phụ Top 5 Miss Fashion, Top 10 Hoa hậu Châu Á Thái Bình Dương Quốc tế 2024 cùng giải phụ Best National Costume, có chị gái là Phạm Thị Ánh Sương tham gia Hoa hậu Hoàn vũ Việt Nam 2022 và dừng chân sau vòng Sơ khảo.
- Đặng Trần Thủy Tiên: Hoa khôi Truyền cảm hứng tại cuộc thi Hoa khôi Đại học Ngoại thương 2019, Top 20 Hoa hậu Hòa bình Việt Nam 2024.
- Trần Nhật Lệ: Á khôi 1 Người đẹp Hạ Long 2020 cùng giải phụ Người đẹp Khả ái, Top 45 Hoa hậu Việt Nam 2022, Top 18 Miss Universe Vietnam 2023, Top 8 Hoa hậu Trái Đất Việt Nam 2025 cùng giải phụ (Top 5 Người đẹp Thể thao, Người đẹp Biển).
- Đỗ Trần Gia Linh: Top 15 Hoa hậu Siêu quốc gia Việt Nam 2018, Top 20 Hoa hậu Trái Đất Việt Nam 2023.
- Mai Ngọc Minh: Top 60 Hoa hậu Việt Nam 2020.

## Dự thi quốc tế
| Cuộc thi                             | Tên                     | Danh hiệu | Thứ hạng              | Giải thưởng đặc biệt                                                                                                   |
| ------------------------------------ | ----------------------- | --------- | --------------------- | --- |
| Miss Earth 2016                      | Nguyễn Thị Lệ Nam Em    | Top 10    | Top 8                 | Miss Photogenic 1st Runner-up Miss Talent (Group 1) 1st Runner-up Long Gown Competition (Group 1) Top 3 Best Eco Video |
| Miss China-Asean Etiquette 2018      | Nguyễn Ngọc Thanh Ngân  | Top 45    | Top 10                | Không |
| Miss Intercontinental 2022           | Lê Nguyễn Bảo Ngọc      | Á hậu 1   | Miss Intercontinental | Miss Intercontinental Asia and Oceania                                                                                 |
| Miss World 2026                      | Lê Nguyễn Bảo Ngọc      | Á hậu 1   |                       | |
| World Miss University 2022           | Nguyễn Vĩnh Hà Phương   | Top 66    | Top 20                | Miss Netizen |
| Miss KBJ Ratu Kabeya 2022            | Nguyễn Vĩnh Hà Phương   | Top 66    | 4th Runner-up         | Miss Social Influencer Kebaya Asian Ambassador                                                                         |
| Miss World 2023                      | Huỳnh Nguyễn Mai Phương | Hoa hậu   | Top 40                | Multimedia Challenge Winner Top 25 Head-to-Head Challenge                                                              |
| Miss International 2023              | Nguyễn Phương Nhi       | Á hậu 2   | Top 15                | People's Choice Award                                                                                                  |
| Miss Intercontinental 2023           | Lê Nguyễn Ngọc Hằng     | Top 10    | 2nd Runner-up         | Miss Intercontinental Asia and Oceania                                                                                 |
| Miss Asia Pacific International 2024 | Phạm Thị Ánh Vương      | Top 66    | Top 10                | Best National Costume                                                                                                  |
| Miss Intercontinental 2024           | Bùi Khánh Linh          | Top 10    | 3rd Runner-Up         | Miss Intercontinental Asia and Oceania                                                                                 |